# 凱爾·吉克瑞斯特
凱爾·大衛·彼得斯·吉克瑞斯特（英語：Keir David Peters Gilchrist，1992年9月28日—）是一名加拿大男演員。較知名作品有《倒錯人生》中出演馬歇爾·葛瑞森以及在網飛劇集《異類》飾演自閉症少年山姆・加德納。